# ルーニー・テューンズ・ショー
『ルーニー・テューンズ・ショー』（原題：The Looney Tunes Show）とは、アメリカのワーナー・ブラザースが製作するアニメーション作品で、ルーニー・テューンズのスピンオフ作品である。アメリカでは2011年5月3日にカートゥーン ネットワークなどで、日本では2011年10月22日の先行放送をへて、2012年1月14日からカートゥーン ネットワークにて放送されていた。
　　　　　　　　　　　　　　　　　　　

## 概説
番組内容は擬人化された動物たちの日常を描いた本編、歌の「Merrie Melodies」、CGアニメ「Road Runner and Wile E. Coyote」で構成される。しかし回によっては「Merrie Melodies」、「Road Runner and Wile E. Coyote」が省かれる事がある。
本編はロサンゼルス郊外に住むバッグス・バニーと、その家に居候しているダフィー・ダックを主役としたシチュエーション・コメディ形式の作品で、毎度数人のゲストキャラクターが登場する。「Merrie Melodies」は登場するキャラクターに関連した歌を歌うミュージック・クリップ形式の作品。「Road Runner and Wile E. Coyote」はロード・ランナーとワイリー・コヨーテのドタバタを描いた2～3分程度の短編CG作品だが、内容はより昔のルーニー・テューンズ作品に近い。こちらはシーズン1にて製作が終了した。
日本語版では『バッグス・バニー ショー』の声優が8年ぶりに集結した。但し、ヨセミテ・サムについては『バッグス・バニー ショー』での担当声優郷里大輔が収録時点で既に死去しているため、クール・キャット役による『トゥイーティーのフライング・アドベンチャー 80日間世界一周大冒険』での担当声優石井康嗣が演じた。

## 主な登場キャラクター

### メインキャラクター
英語版の原話と声優の日本語吹き替え版
バッグス・バニー（Bugs Bunny）
声：ジェフ・バーグマン / 日：山口勝平
頭のキレる野ウサギ。発明品からの収入で郊外に家を買い悠々自適の生活を送っている。
ダフィー・ダック（Daffy Duck）
声：ジェフ・バーグマン / 日：高木渉
自己中心的な黒ガモ。無職で5年前からバッグスの家に居候している。
スピーディー・ゴンザレス（Speedy Gonzales）
声：フレッド・アーミセン / 日：三ツ矢雄二
バッグスの家の台所の壁穴に住むネズミ。ピザ屋ピッツァリーバを経営しており、皆の溜まり場になっている。ポーキーのことをピンキーと呼んでいる。メキシコで1番足が速い。
ポーキー・ピッグ（Porky Pig）
声：ボブ・バーゲン / 日：龍田直樹
吃音症のブタ。お人好しな性格が災いしてか、酷い目に遭う事が多い。
ローラ・バニー（Lola Bunny）
声：クリステン・ウィグ / 日：深水由美
バッグスの彼女のウサギ。かわいらしい見た目をしているが、おしゃべりで夢見がちな性格をしており、バッグスは迷惑をこうむっている。
ティナ・ルッソ（Tina Russo）
声：ジェニファー・エスポジート（シーズン1）→アニー・マモロー（シーズン2）/ 日：タルタエリ
本作オリジナルのキャラクター。ダフィーの彼女のカモ。同じ女性キャラのローラとは対照的に、現実的で冷めた性格をしている。家族は父、弟、姉と彼女の息子で赤ん坊の甥がいる。

### 近隣住民
タズマニアン・デビル（Tasmanian Devil）
声：ジム・カミングス / 日：麦人
タスマニア島出身の肉食獣。もともとは凶暴な性格だったが、現在はバッグスにペットとして飼われて、おとなしくなっている。本作では人語を喋らない
トゥイーティー（Tweety）
声：ジェフ・バーグマン / 日：こおろぎさとみ
グラニーのペットであるカナリヤ。
シルベスター（Sylvester）
声：ジェフ・バーグマン / 日：江原正士
グラニーのペットであるネコ。
ヨセミテ・サム（Yosemite Sam）
声：モーリス・ラマーシュ / 日：石井康嗣
バッグスの家の近くに暮らす赤毛の小男。ダフィーが越してくるまでは、一番嫌なお隣さんだったと自負している。
グラニー（Granny）
声：ジューン・フォーレイ / 日：京田尚子
バッグスの家の近くにある古い屋敷に住む90歳の老婦人。トゥイーティーとシルベスターを飼っている。本作でのフルネームはエマ・ウェブスター 。
ウィッチ・レイザー（Witch Lezah）
声：ロズ・ライアン / 日：林りんこ
バッグスの家の近くの洋館に息子と暮らす魔女。息子に対して過保護になっている。
なお、本来のキャラクター名はウィッチ・ヘイゼル（Witch Hazel）だが、本作では逆につづったウィッチ・レイザー（Witch Lezah）となっている。
ゴッサマー（Gossamer）
声：クウェシ・ボアチエ / 日：福圓美里
レイザーの息子であるモンスター。赤い毛に覆われ、身長が8フィートあるなど、いかにもモンスターらしい姿をしているが、まだ中学生で性格は内向的。

### その他
マービン・ザ・マーシャン（Marvin the Martian）
声：エリック・バウザ（歌：デイモン・ジョーンズ） / 日：中多和宏（シーズン1）→小形満（シーズン2）
ダフィーの友人の火星人。ピザ屋ピッツァリーバで勤務している。
フォグホーン・レグホーン（Foghorn Leghorn）
声：ジェフ・バーグマン（歌：デイモン・ジョーンズ） / 日：玄田哲章
巨大企業イノーマコープのCEOである雄鶏。身分を気にせずズバリとものを言う性格のダフィーを気に入っている。オンドリ物語では映画監督もしている。
マック&トッシュ（Mac and Tosh）
声：（マック）ロブ・ポールセン/ 日：高木渉、(トッシュ)ジェス・ハーネル / 日：梅津秀行
何をするのも一緒の二人組のハタリス。骨董店を経営している。
ペペ・ル・ピュー（Pepé Le Pew）
声：ルネ・オーベルジョノワ（シーズン1）→ジェフ・バーグマン（シーズン2） / 日：中村秀利（シーズン1、シーズン2）→仲野裕（シーズン2『問題ない心の問題』のみ）
カントリークラブでウェディングプランナーをしているスカンク。好色家で、7回結婚と離婚を繰り返したことがあり現在は独身。
日本語版では中村秀利死去に伴い、『問題ない心の問題』でのみ仲野裕が担当している。
ピート・ピューマ（Pete Puma）
声：ジョン・カーサー / 日：梅津秀行
ダフィーの友人の間抜けなピューマ。ピザ屋ピッツァリーバで勤務している。
エルマー・ファッド（Elmer Fudd）
声：ビリー・ウェスト / 日：チョー (俳優)
TV局のニュースキャスターとして出演している。
ウォルター・バニー（Walter Bunny）
声：ジョン・オハーリー / 日：四宮豪
ローラの過保護な父親。
パトリシア・バニー（Patricia Bunny）
声：グレイ・デリスル（シーズン1）→ウェンディ・マクレンドン＝コーヴィ（シーズン2） / 日：タルタエリ
ローラの過保護な母親。
ペチュニア・ピッグ（Petunia Pig）
声：ケイティ・ミクソン / 日：こおろぎさとみ
ポーキーの彼女のブタ。シーズン1ではオープニングのみの登場だったが、シーズン2では第23話『愛のトン避行』から本編にも登場している。
Dr.ワイズバーグ（Dr. Weisberg）
声：ギャリー・マーシャル / 日：島香裕
バッグス達の掛り付けの医者として、彼らが負傷したりすると登場する。
ナレーター
声：梅津秀行
日本独自の演出として、英語表記の読み上げをしている。

### Road Runner and Wile E. Coyote
ロード・ランナー（Road Runner)
声：ポール・ジュリアン（アーカイブ音声） / 日：原語版流用
ワイリーから逃げている鳥。「ミッミッ」と鳴く。「Road Runner and Wile E. Coyote」以外に本編でカメオ出演したことがある。
ワイリー・コヨーテ（Wile E. Coyote）
声：なし / 日：江原正士
ひたすら、ロード・ランナーを追うコヨーテ。「Road Runner and Wile E. Coyote」の他、本編にも登場するが一言も喋らない。

## スタッフ
- Executive in Charge of Production：ジェイ・バスティアン
- 製作、スーパーバイジング・プロデューサー：スパイク・ブラント、トニー・セルヴォーン
- プロデューサー：マット・ダナー（シーズン1）、ヒュー・デビッドソン、レイチェル・ラマラズ（シーズン2）
- エグゼクティブ・プロデューサー：サム・レジスター
- 音楽：アンディ・スターマー
- キャスティング、ボイスディレクター：コレット・サンダーマン

### 日本語吹き替え版製作スタッフ
- プロデューサー：尾谷アイコ、岡田由里子
- 吹替翻訳：アンゼたかし
- 吹替演出：早川陽一
- 音楽演出：亀川浩未
- 録音/調整：中倉泉
- 製作進行：丸田耕太郎
- 日本語版製作：ワーナー ブラザース ジャパン、カートゥーン ネットワーク、東北新社

## エピソード
※米国の日程
| シーズン  | エピソード数 | 初回放送日    | 最終放送日    |
| --------- | ------------ | ------------- | ------------- |
| シーズン1 | 26           | 2011年5月3日  | 2012年2月7日  |
| シーズン2 | 26           | 2012年10月2日 | 2014年8月31日 |

### シーズン1
話数は日本放送順、()内はアメリカでの順。「Merrie Melodies」と「Road Runner and Wile E. Coyote」の空欄部分は放送無し。
ソフト版では収録順がアメリカのものに倣っている他、題名の!などが省略される事がある。
| 話数      | 邦題                               | 原題                      | 脚本                                                                                         | 演出                                                        | Merrie Melodies (原題)                               | Road Runner and Wile E. Coyote （原題）           |
| --------- | ---------------------------------- | ------------------------- | -------------------------------------------------------------------------------------------- | ----------------------------------------------------------- | ---------------------------------------------------- | ------------------------------------------------- |
| 1         | 親友にカンパイ!                    | Best Friends              | ジム・キャッシュマン ヒュー・デビッドソン ラリー・ドルフ レイチェル・ラマラズ                | スパイク・ブラント& トニー・セルヴォーン クリス・ヘッドリク | いとしの グイヴド・チーズ・サンド （Grilled Cheese） |                                                   |
| 2         | バッグスに夢中!                    | Members Only              | ヒュー・デビッドソン パット・ディバイン ラリー・ドルフ レイチェル・ラマラズ                  | ジェフ・セルゲイ                                            | 僕はカセージン （I'm a Martian）                     | ハジけすぎてトラブル （Bubble Trouble）           |
| 3         | ポイ捨て御免!                      | Jailbird and Jailbunny    | ヒュー・デビッドソン ラリー・ドルフ レイチェル・ラマラズ                                     | スパイク・ブラント& トニー・セルヴォーン クリス・ヘッドリク | もうカンカン （Blow My Stack）                       |                                                   |
| 4         | 招かれざる客                       | Fish and Visitors         | ヒュー・デビッドソン ラリー・ドルフ スティーブ・リトル レイチェル・ラマラズ                  | スパイク・ブラント& トニー・セルヴォーン                    | チキンホーク （Chickenhawk）                         |                                                   |
| 5         | 発表会でいいんじゃない?!           | Monster Talent            | ヒュー・デビッドソン ラリー・ドルフ ベン・ファルコーネ レイチェル・ラマラズ                  | ジェフ・セルゲイ                                            |                                                      | ワイヤーは怖いやー （A Zipline in the Sand）      |
| 6         | 人生のピークはこれから!?           | Reunion                   | ヒュー・デビッドソン パット・ディバイン ラリー・ドルフ レイチェル・ラマラズ                  | ジェフ・セルゲイ                                            | 最強のオンドリ （Cock of the Walk）                  | フィ、ファイ、フォ、バカ （Fee Fi Fo Dumb）       |
| 7         | バカンスでロマンス?                | Casa de Calma             | マーク・バンカー ヒュー・デビッドソン ラリー・ドルフ ダグ・ラングデール レイチェル・ラマラズ | マウリシオ・パルド                                          | チーズ・ドロボー （Queso Bandito）                   | セイリングでドボン （Sail Fail）                  |
| 8         | バッグスのわんこは猛獣?!           | Devil Dog                 | ジム・キャッシュマン ヒュー・デビッドソン ラリー・ドルフ レイチェル・ラマラズ                | キース・バクスター スパイク・ブラント& トニー・セルヴォーン |                                                      | スピードにご用心 （Unsafe at Any Speed）          |
| 9         | オンドリ物語                       | The Foghorn Leghorn Story | ヒュー・デビッドソン ラリー・ドルフ ベン・ファルコーネ レイチェル・ラマラズ                  | ジェフ・セルゲイ                                            |                                                      | 忍び寄る刺客 （Silent But Deadly）                |
| 10        | パリの思ひ出                       | Eligible Bachelors        | ヒュー・デビッドソン ラリー・ドルフ ベン・ファルコーネ レイチェル・ラマラズ                  | キース・バクスター スパイク・ブラント& トニー・セルヴォーン |                                                      | うっかりウインターランド （Winter Blunderland）   |
| 11        | 運命の皮むき器                     | Peel of Fortune           | ヒュー・デビッドソン パット・ディバイン ラリー・ドルフ レイチェル・ラマラズ                  | キース・バクスター スパイク・ブラント& トニー・セルヴォーン | 二人は恋人 （We Are in Love）                        | ヘビーすぎるメタル （Heavy Metal）                |
| 12        | ダフィとダブルデート               | Double Date               | ヒュー・デビッドソン ラリー・ドルフ ベン・ファルコーネ レイチェル・ラマラズ                  | ジェフ・セルゲイ                                            | いーことしようよ （Be Polite）                       | ワイリーの苦行 （Wile E. Sisyphus）               |
| 13        | ダフィーはボーリング・キャプテン!? | To Bowl or Not to Bowl    | ヒュー・デビッドソン ラリー・ドルフ ベン・ファルコーネ レイチェル・ラマラズ                  | キース・バクスター スパイク・ブラント& トニー・セルヴォーン | イエローバード （Yellow Bird）                       | バイク地獄 （Vicious Cycles）                     |
| 14        | 新聞泥棒は誰だ!?                   | Newspaper Thief           | ジム・キャッシュマン ヒュー・デビッドソン ラリー・ドルフ レイチェル・ラマラズ                | スパイク・ブラント& トニー・セルヴォーン                    | タスマニア・ハリケーン （Tasmanian Meltdown）        | 謎の円盤 （Gone in 60 Parsecs）                   |
| 15        | やりすぎの結末                     | Bugs & Daffy Get a Job    | ヒュー・デビッドソン ラリー・ドルフ ベン・ファルコーネ レイチェル・ラマラズ                  | ジェフ・セルゲイ                                            |                                                      | シーソー・ブリッジ （Heartbreak Bridge）          |
| 16        | 赤ちゃんに夢中                     | That's My Baby            | ヒュー・デビッドソン ラリー・ドルフ ベン・ファルコーネ レイチェル・ラマラズ                  | ジェフ・セルゲイ                                            | ファンキー・スカンク (Skunk Funk)                    | 変装コヨーテ （Camo-Coyote）                      |
| 17        | 史上最高のピザ作戦!                | Sunday Night Slice        | ヒュー・デビッドソン ラリー・ドルフ ベン・ファルコーネ レイチェル・ラマラズ                  | キース・バクスター スパイク・ブラント& トニー・セルヴォーン | 魔法使い ダフィー・ダック (Daffy Duck the Wizard)    | たこたこあがれ （Go Fly a Coyote）                |
| 18        | 免許証は忘れずに                   | The DMV                   | ヒュー・デビッドソン ラリー・ドルフ ベン・ファルコーネ レイチェル・ラマラズ                  | ジェフ・セルゲイ                                            |                                                      | リモコン・トラブル （Remote Out of Control）      |
| 19        | 俺様は非番刑事                     | Off Duty Cop              | ヒュー・デビッドソン ラリー・ドルフ ベン・ファルコーネ レイチェル・ラマラズ                  | キース・バクスター スパイク・ブラント& トニー・セルヴォーン |                                                      | 登って落ちて （Butte E. Fall）                    |
| 20        | ダフィーはCEO!?                    | Working Duck              | ヒュー・デビッドソン ラリー・ドルフ レイチェル・ラマラズ                                     | スパイク・ブラント& トニー・セルヴォーン                    | ピッツァリーバ （Pizzarriba）                        | バッドマンはバッドアイディア （Another Bat Idea） |
| 21 （22） | カリスマ美容師                     | Beauty School             | ヒュー・デビッドソン ラリー・ドルフ レイチェル・ラマラズ                                     | ジェフ・セルゲイ                                            | 愛はロボット （Giant Robot Love）                    |                                                   |
| 22 （21） | ポテトは誰のもの?                  | French Fries              | ヒュー・デビッドソン ラリー・ドルフ ベン・ファルコーネ レイチェル・ラマラズ                  | ジェフ・セルゲイ                                            | 大統領の日 (Presidents' Day)                         |                                                   |
| 23        | サイテーの親友                     | The Float                 | ヒュー・デビッドソン ラリー・ドルフ ベン・ファルコーネ レイチェル・ラマラズ                  | ジェフ・セルゲイ                                            | 二人は仲良し （You Like / I Like）                   |                                                   |
| 24        | 棚から壊れゆく家                   | The Shelf                 | ヒュー・デビッドソン ラリー・ドルフ ベン・ファルコーネ レイチェル・ラマラズ                  | ジェフ・セルゲイ                                            | ショボイのはやめて （Chintzy）                       | 風と共に去りたい （Goner with the Wind）          |
| 25 （26） | グラニーとデート                   | Point, Laser Point        | ヒュー・デビッドソン ラリー・ドルフ レイチェル・ラマラズ                                     | マウリシオ・パルド ジェフ・セルゲイ                         | お一人様 （Table for One）                           | 罠って許して （Shut Your Trap）                   |
| 26 （25） | ポーキーは殺人鬼?                  | The Muh-Muh-Muh-Murder    | ヒュー・デビッドソン ラリー・ドルフ ベン・ファルコーネ レイチェル・ラマラズ                  | ジェフ・セルゲイ                                            |                                                      |                                                   |

### シーズン2
通算及び話数は日本放送順、()内はアメリカでの順。「Merrie Melodies」の空欄部分は放送無し。
| 通算      | 話数      | 邦題                                 | 原題                                               | 脚本                                                                                  | 演出                                                               | Merrie Melodies               |
| --------- | --------- | ------------------------------------ | -------------------------------------------------- | ------------------------------------------------------------------------------------- | ------------------------------------------------------------------ | ----------------------------- |
| 27 （28） | 1 (2）    | ユーガット恨みつらみのメール         | You've Got Hate Mail!                              | ヒュー・デビッドソン ラリー・ドルフ レイチェル・ラマラズ                              | セス・カースリー                                                   |                               |
| 28 （27） | 2 (1)     | やめられないコーチ、とまらないバター | Bobcats on Three!                                  | ヒュー・デビッドソン ラリー・ドルフ レイチェル・ラマラズ                              | スウィントン・スコット3世                                          | Laser Beam                    |
| 29        | 3         | 小さな大騒動                         | Itsy Bitsy Gopher                                  | ヒュー・デビッドソン ラリー・ドルフ レイチェル・ラマラズ                              | セス・カースリー                                                   | Moostache                     |
| 30        | 4         | 手袋なき反抗                         | Rebel Without a Glove                              | ヒュー・デビッドソン ラリー・ドルフ レイチェル・ラマラズ                              | セス・カースリー                                                   |                               |
| 31        | 5         | 悔やんでも桃の祭り                   | Semper Lie                                         | ヒュー・デビッドソン ラリー・ドルフ レイチェル・ラマラズ                              | スウィントン・スコット3世 ジェフ・セルゲイ                         |                               |
| 32        | 6         | 困った父親代わり                     | Father Figures                                     | ヒュー・デビッドソン ラリー・ドルフ レイチェル・ラマラズ                              | スウィントン・スコット3世                                          |                               |
| 33        | 7         | カスタマーにサービス？               | Customer Service                                   | スティーブ・マロリー（原案） ヒュー・デビッドソン ラリー・ドルフ レイチェル・ラマラズ | セス・カースリー                                                   |                               |
| 34        | 8         | 撃って走って署名して！               | The Stud, the Nerd, the Average Joe, and the Saint | ヒュー・デビッドソン ラリー・ドルフ レイチェル・ラマラズ                              | セス・カースリー                                                   |                               |
| 35        | 9         | クリスマスのキャロル                 | A Christmas Carol                                  | ヒュー・デビッドソン ラリー・ドルフ レイチェル・ラマラズ                              | セス・カースリー スパイク・ブラント&トニー・セルヴォーン           |                               |
| 36        | 10        | 消えたのはハンドバッグ               | It's a Handbag                                     | ヒュー・デビッドソン ラリー・ドルフ レイチェル・ラマラズ                              | スウィントン・スコット3世                                          |                               |
| 37        | 11        | 悲しきトリュフ長者                   | We're In Big Truffle                               | ヒュー・デビッドソン ラリー・ドルフ レイチェル・ラマラズ                              | スウィントン・スコット3世                                          |                               |
| 38        | 12        | ジョンへの手紙                       | Dear John                                          | ヒュー・デビッドソン ラリー・ドルフ レイチェル・ラマラズ                              | セス・カースリー                                                   | Drifting Apart                |
| 39        | 13        | 彼氏の資格                           | Daffy Duck, Esquire                                | スティーブ・ボースト（原案） ヒュー・デビッドソン ラリー・ドルフ レイチェル・ラマラズ | セス・カースリー                                                   |                               |
| 40        | 14        | 飛べないカモでもいいかも             | Spread Those Wings and Fly                         | ヒュー・デビッドソン ラリー・ドルフ レイチェル・ラマラズ                              | イーサン・スポールディング                                         |                               |
| 41        | 15        | ブラック・ウィドウの正体             | The Black Widow                                    | ヒュー・デビッドソン ラリー・ドルフ レイチェル・ラマラズ                              | セス・カースリー                                                   |                               |
| 42        | 16        | 僕らはリッチ！                       | Mrs. Porkbunny's                                   | ヒュー・デビッドソン ラリー・ドルフ レイチェル・ラマラズ                              | イーサン・スポールディング                                         | Stick to My Guns              |
| 43        | 17        | 問題ない心の問題                     | Gribbler's Quest                                   | ヒュー・デビッドソン ラリー・ドルフ レイチェル・ラマラズ                              | セス・カースリー                                                   | I Love to Sing-A Parade Float |
| 44        | 18        | 耳をふさげば…                        | The Grand Old Duck of York                         | ヒュー・デビッドソン ラリー・ドルフ レイチェル・ラマラズ                              | イーサン・スポールディング                                         | Daffy's Legacy                |
| 45        | 19        | 旅は道連れ                           | Riduculus Journey                                  | ポール・ラッグ（原案） セス・カースリー                                               | セス・カースリー                                                   |                               |
| 46        | 20        | 甲羅詐欺にご用心！                   | Shell Game                                         | ヒュー・デビッドソン ラリー・ドルフ レイチェル・ラマラズ                              | イーサン・スポールディング                                         | Wonderful Bugs                |
| 47        | 21        | 人気者は誰だ！？                     | Year of the Duck                                   | ヒュー・デビッドソン ラリー・ドルフ レイチェル・ラマラズ                              | セス・カースリー                                                   |                               |
| 48        | 22        | 達人に学べ                           | Gossamer is Awesomer                               | ヒュー・デビッドソン ラリー・ドルフ レイチェル・ラマラズ                              | イーサン・スポールディング                                         |                               |
| 49        | 23        | 愛のトン避行                         | Here Comes the Pig                                 | ヒュー・デビッドソン ラリー・ドルフ レイチェル・ラマラズ                              | セス・カースリー                                                   |                               |
| 50        | 24        | 我が家の習わし                       | Mr. Weiner                                         | ヒュー・デビッドソン ラリー・ドルフ レイチェル・ラマラズ                              | イーサン・スポールディング                                         |                               |
| 51 （52） | 25 （26） | スーパーヒーロー物語                 | Super Rabbit                                       | マーク・バンカー                                                                      | イーサン・スポールディング スパイク・ブラント&トニー・セルヴォーン |                               |
| 52 （51） | 26 （25） | そして親友になる                     | Best Friends Redux                                 | ヒュー・デビッドソン ラリー・ドルフ レイチェル・ラマラズ                              | セス・カースリー                                                   | Long-Eared Drifter            |

## 映像ソフト
ルーニー・テューンズ・ショー <ファースト・シーズン>
シーズン1のセルDVDを2012年12月5日に1、2、3、4巻（各4話収録）、2013年4月17日に5、6巻（各7話収録）の2回に分け発売。
トムとジェリーアニメコレクションDVD
メディアファクトリーから食玩として発売。2012年12月5日に発売の「いつも仲良くケンカ!編」に「親友にカンパイ!」か「バッグスに夢中!」、2013年4月16日に発売の「いたずらだいすき!編」に「ポイ捨て御免!」、「招かれざる客」のいずれか1話を収録。

## 評価
本作に対する評価は称賛と批判が混在した状態となっている。声優の演技とキャラクターデザインは評価されているものの、それまでの作品の恒例だった、スラップスティックギャグの減少、カートゥーン的なギャグの欠如、またオリジナリティの無いシットコム形式を取り入れた事が批判されている。だが一方で各話の視聴者数およそ200万人を維持する人気を保っている。

### 受賞・ノミネート歴
本作は3回連続でプライムタイム・エミー賞にノミネートしている。
| 年   | カテゴリー                       | ノミネート         | キャラクター     | エピソード           | 結果       |
| ---- | -------------------------------- | ------------------ | ---------------- | -------------------- | ---------- |
| 2011 | ボイスオーバー・パフォーマンス賞 | ボブ・バーゲン     | ポーキー・ピッグ | ポイ捨て御免!        | ノミネート |
| 2012 | ボイスオーバー・パフォーマンス賞 | クリステン・ウィグ | ローラ・バニー   | ダフィとダブルデート | ノミネート |
| 2013 | ボイスオーバー・パフォーマンス賞 | ボブ・バーゲン     | ポーキー・ピッグ | 悲しきトリュフ長者   | ノミネート |